# Ultimate Muscle
Ultimate Muscle (キン肉マンⅡ世?, Kinnikuman nisei) è una serie di manga e anime creata da Yudetamago, pubblicata tra il 1998 e il 2004, e poi successivamente tra il 2004 e il 2011 su Weekly Playboy e tra il 2002 e il 2006 su TV Tokyo; si tratta del sequel della serie Kinnikuman, creata dagli stessi autori negli anni ottanta.

## Trama
La serie è una parodia del wrestling e delle serie di fantascienza. Il protagonista, Kid Muscle (Mantaro Kinniku nella versione giapponese), un improbabile lottatore di wrestling, assieme a suoi compagni, affronta assurdi nemici alieni sul ring, che vogliono conquistare la Terra. Il padre di Kid era il famoso wrestler King Muscle, conosciuto come Kinnikuman (Suguru Kinniku), proveniente dal pianeta Muscolo (Pianeta Kinniku nella versione giapponese), che anni fa aveva difeso la Terra dai lottatori Chojin malvagi ed ora passa al figlio Kid il compito di difendere la Terra dai perfidi alieni della DMP. Kid è giovane e inesperto, ma grazie all'aiuto di Meat, l'allenatore di suo padre, e di altri supereroi buoni riuscirà a contrastare la minaccia dei cattivi della DMP.

## Personaggi

Kid Muscle

- Kid Muscle (Mantaro Kinniku): è il figlio di King Muscle (Kinnikuman) e il principe del pianeta Muscle, perciò l'erede della potenza dell'Ultimate Muscle, la leggendaria forza dei sovrani del suo pianeta. Inizialmente non vuole saperne di combattere ed è anche un gran fifone, ma comprenderà che da lui dipende il destino della Terra. Con gli insegnamenti di Meat e il sostegno dei suoi amici, salverà la Terra e vincerà il prezioso trofeo Ikimon Chojin (questo succederà nell'anime, mentre nel manga verrà sconfitto da Kevin Mask). Il suo nome viene spesso confuso con Kinnikuman Taro. Da quanto si vede dalla sigla Kid indossa una maschera che ne copre il vero volto, senza di essa non potrebbe mai combattere visto che per un Kinniku farsi smascherare sul ring o essere visti senza maschera pubblicamente porta alla pena di essere esiliati dal proprio clan (anime) o suicidarsi (manga). È doppiato da Fabrizio De Flaviis.
- King Muscle (Suguru Kinniku) è il padre di Kid Muscle ed appartiene alla dinastia Kinniku. Verrà sconfitto da Kid nella selezione finale della Muscle League. Ricompare nella saga del torneo delle lanterne ed in quella del 22º torneo Chojin e affronterà Kid nel passato.
- Ataru Kinniku: è il fratello di King Muscle e di conseguenza zio di Kid Muscle. In Ultimate Muscle sarà uno degli esaminatori iniziali di Kid nella saga del torneo delle lanterne.
- Meat: è l'allenatore di Kid e tempo prima di suo padre. Da piccolo fu strappato alla sua famiglia da Maestà Muscle (Mayumi Kinniku nella versione giapponese) per allenare i futuri wrestler, ma dopo che King Muscle vinse tutti i tornei a cui partecipava, decise di ibernarsi. Verrà liberato da Kid Muscle, di cui Meat diverrà l'allenatore. Più tardi rincontrerà suo padre Minch al torneo delle lanterne, dove però quest'ultimo sarà gravemente ferito. La sua voce è di Roberto Stocchi.
- Mammothman: Perfect Chojin del Team Phoenix della prima serie.
- Akuma Shogun: è il corpo completo della maschera dorata presente nell'omonima saga. È formato dai corpi di tutti i Chojin Oscuri, eccetto Ashuraman. Dopo aver ucciso Geronimo, verrà sconfitto da King Muscle.
- Terryman: padre di Terry Kenyon, ex-membro della Muscle League e compagno di King Muscle.
- Terry Kenyon (Terry the kid): è figlio del leggendario Chojin texano Terryman; è un valido lottatore e sostegno di Kid nei suoi combattimenti. È molto sicuro di sé e questo lo porterà nei guai negli incontri. Nel torneo di rivincita tra Nightmares e Muscle League vincerà contro Tyrannoclaw, ma verrà successivamente attaccato da Checkmate. Nella saga della generazione X lotterà ai quarti di finale contro Mars ma verrà sconfitto.
- Wally Tusket (Seiuchin): è una specie di uomo tricheco di origine irlandese. Buon combattente, vive con la madre e la sorellina Dorothy ed anche lui segue sempre Kid durante i suoi combattimenti.
- Dik Dik Van Dik (Gazzelleman): è un lottatore tanzaniano dall'aspetto di una gazzella. Nonostante si sia diplomato con il massimo dei voti alla Scuola di Ercole (Hercules Factory in Giappone), ha perso tutti gli incontri tranne uno in coppia con Wally Tasket (che tra l'altro esiste solo nell'anime, il manga non prevedeva questa serie) contro Monsieur French e Monsieur Chicks, due membri dei "sei velenosi". Il suo nome nella versione americana dell'anime, che fa riferimento ad un tipo di antilope (il dik-dik), gioca sulla somiglianza con quello dell'attore americano Dick Van Dyke. In alcuni episodi il suo nome viene infatti pronunciato erroneamente in questa forma.
- Checkmate: è un lottatore che per combattere si trasforma in pezzi degli scacchi (come suggerisce il suo nome). All'inizio è un DMP allenato fin da piccolo da Sunshine che lo ha sottoposto a allenamenti duri ed estenuanti. Durante il combattimento con Kid si rivolterà contro il suo maestro umiliandolo e insultando DMP e Muscle League, e Sunshine, non sopportando questo comportamento, arriverà a difendere Kid, sebbene figlio del suo acerrimo nemico. Dopo la sconfitta del suo allievo, si vendicherà facendo esplodere il covo della DMP, per poi andarsene con il suo allievo, che più avanti si unirà alla Muscle League.
- Jeager (Jade): è un wrestler tedesco. Fa parte della generazione X e viene allenato dal famoso Chojin Brocken Jr. da quando i suoi genitori adottivi morirono in un incendio. Nella versione americana dell'anime Brocken è il padre di Jeager, ma nel manga sono solo allievo e sensei.
- Kevin Mask: è inglese ed è figlio di Robin Mask. Indossa, come Kid, una maschera simile a quella del padre e il suo vero viso non viene mai mostrato. Robin Mask perse contro King Muscle nella finale del 20º torneo Chojin, e allenò Warsman nel 21º. Kevin odia suo padre per i duri allenamenti che gli faceva fare sin da quando era piccolo, scappò di casa a 8 anni e si unì ai DMP semplicemente per fargli un dispetto. Nel 22º torneo Chojin viene allenato da Lord Flash (Chloe nella versione giapponese) e arriva in finale, dove nel manga vince contro Kid, mentre nell'anime è quest'ultimo a prevalere. Dopo la finale si scopre che Lord flash è Warsman, che ha allenato Kevin per ripagare Robin di quello che aveva fatto per lui. Nella versione italiana è doppiato da Christian Iansante.
- Robin Mask: è il padre di Kevin Mask ed ex-membro della Muscle League. Comparirà come esaminatore della selezione della Muscle League e anche nella saga del 22º Torneo Ikimon Chojin.
- Sunshine: vecchio nemico di King Muscle e uno dei fondatori della DMP. Dopo la sconfitta della DMP da parte di King Muscle, viene cacciato dall'organizzazione ed esiliato in Florida. Desideroso di vendetta, decide di allenare i giovani Checkmate e Tirannoclaw, che partecipano poi al torneo di rivincita tra DMP e Muscle League, dove Tirannoclaw verrà sconfitto da Terry Kanyon mentre Checkmate affronterà Kid. In questo incontro l'allievo si rivolterà contro il maestro colpendolo fisicamente ed emotivamente, offendendo sia la Muscle League che la DMP. Sunshine, non sopportando questo comportamento, arriverà a difendere Kid, sebbene figlio del suo acerrimo nemico. Dopo la sconfitta del suo allievo, si vendicherà facendo esplodere il covo della DMP, per poi andarsene con il suo allievo, che più avanti si unirà alla Muscle League.
- Mars: è uno dei membri più crudeli della D.M.P., ed è italiano. Dopo la distruzione del covo della DMP si iscrive alla Muscle League sotto mentite spoglie, facendosi chiamare Eskara (Scarface nella versione giapponese). Durante l'allenamento alla Scuola di Ercole, impara a contrastare tutte le mosse dei lottatori della Muscle League, riuscendo, inoltre, a padroneggiarle ed a migliorarle; entra poi a far parte della generazione X, dove nel torneo tra questa e la generazione di Kid arriva in finale contro quest'ultimo. In questo incontro si scopre non solo che è un D.M.P., ma che conosce anche il segreto del punto debole della Kinniku Buster, la mossa finale dei Kinnikuman (questo perché, quando sia lui che Kevin Mask facevano parte della DMP, quest'ultimo, che lo aveva saputo dal padre, glielo rivelò in cambio di avere salva la vita). Grazie a ciò, Mars arriva quasi a sconfiggere Kid, che però riesce comunque a vincere, inventando sul momento una propria mossa personale, la Muscle Millennium, con cui lo mette KO. Ricompare poi per un secondo mentre guarda in televisione il combattimento finale tra Kid e il Barone Maximilian, capo dei Sei Velenosi. La voce italiana è di Luciano De Ambrosis.
- Ricardo: brasiliano di nascita, Ricardo è un ottimo lottatore e dispone di una tecnica invidiabile, specialmente per la sua mossa finale, lo Spaccatesta brasiliano, con cui uccise in passato il suo maestro Pashango, il quale aveva scoperto che Ricardo era un membro della D.M.P. Si iscrive così al torneo Chojin e riesce a sconfiggere Sly-Skraper e Jeager, rivelandosi a tutto il pubblico come il vero capo della D.M.P. e l'ultimo rimasto. Dopo di questo sfida Kid che viene messo in gravi difficoltà da Ricardo dato che non può neanche usare la Muscle Millennium. Quando tutto sembra perduto, con la forza dell'amicizia di Jeager, che chiese a Kid di vendicarlo egli riesce a batterlo con la sua Muscle Millennium e ad arrivare alle finali dove incontrerà Kevin Mask.
- Diabalik (Tel-Tel Boy): Chojin somigliante ad un cellulare antropomorfo. È il primo avversario di Mantaro e la sua debolezza è l'acqua e altri liquidi. Quando si è scontrato con Mantaro, la pioggia lo ha devastato e le sue linee telefoniche sono state interrotte dal torneo, il che ha portato Mantaro alla vittoria.
- Pampinator (Maxman): Il nipote di Sneagator, un Akuma Choujin di vecchia generazione che fu sconfitto dal padre di Mantaro. Può trasformarsi in una gigantesca scarpa da ginnastica. Sconfigge Wally, ma viene successivamente battuto da Mantaro.
- Tirannoclaw (Rex King):  Uno dei migliori allievi di Sunshine, viene dagli Stati Uniti. Il suo braccio destro è una testa di tirannosauro. In verità, la testa del dinosauro è la sua vera testa e quella che sembra essere la sua "testa" immagazzina solo il suo cervello. Dopo aver combattuto contro Terry per un po', è stato messo in una stretta strangolante che ha iniziato a fossilizzare la sua mano di dinosauro. Ha preso a pugni Terry the Kid con i suoi attacchi brutali, ma Mantaro ha aiutato Terry raccontando barzellette agghiaccianti (la freddezza è la debolezza di un dinosauro) e ha finito per farsi schiacciare la testa dalla mossa finale di Terry.
- Ashuraman (アシュラマン?): Chojin con sei braccia e tre facce, nella prima serie era uno dei sei cavalieri del diavolo per poi fare squadra con Sunshine al chojin tag tournament universale dove, influenzato dal potere dell'amicizia, abbandona gli akuma chojin per diventare un seigi chojin. Nella prima serie, Ashuraman era sposato e aveva un figlio chiamato Shiva, ma quando quest'ultimo venne a sapere del passato malvagio del padre impazzisce e iniziò a coltivare degli hobby sadici come sgozzare polli e strappare le zampe agli insetti. Alla fine Shiva uccide la madre, portando Ashuraman ad uccidere il figlio impazzito, e questo gesto lo fa ritornare un Chojin Oscuro fedele a Satana e a Kyo no Shogun e divenne il capo dei Demon Seed. Verrà sconfitto da Kid con la Gravità Muscle dopo un violento match. Dopo la sconfitta, Ashuraman si sacrificò per impedire che Kyo no Shogun completasse il suo corpo con i pezzi di Meat.
- Samù: Lottatore di origini indiane. Nonostante si fosse qualificato per la fase finale alla selezione della Muscle League, verrà sconfitto da Ramenman.
- Road Rage (Dead Signal): Un semaforo vivente dal Giappone. Può controllare i movimenti dei suoi avversari utilizzando vari segnali stradali. La sua mossa speciale è il Rotary Saw in cui il segno che compone la sua testa gira come una lama di sega circolare per tagliare il suo avversario. È stato sconfitto da Mantaro nel primo round del Torneo sostitutivo (anche l'unico membro della Generazione EX a perdere al primo round). Road Rage manipola i suoi avversari modificando i vari segnali stradali nella sua area facciale, facendoli fermare o girare a destra. Road Rage è anche in grado di manipolare oggetti dall'esterno del ring per colpire i suoi avversari con l'illusione dell'arrivo di un treno o della caduta di massi.
- Hydrazoa (Clioneman): Un Chojin basato su un clione dalla Russia. Può trasformare il suo corpo in diverse cose, tra cui un calamaro gigante, una medusa e una lente d'ingrandimento per utilizzare i raggi del sole per creare un'arma mortale di tipo laser. La mossa speciale di Hydrozoa è XYZ Crash, chiamata così perché XYZ sono le ultime lettere dell'alfabeto inglese, il che significa che le sue partite finiscono una volta che colpisce la mossa. Ha sconfitto selvaggiamente Wally Tusket nella sua partita, ma è stato battuto da Mantaro al secondo turno.
- Lightning & Thunder: formano il tag team chiamato Five Disasters, e sono due malvagi chojin molto potenti capaci di viaggiare nel tempo; sono tornati all'epoca di King Muscle dopo gli eventi della saga del Dream Tag per rubare dei bulbi di energia che si trovano sotto il trofeo del torneo di Tag Team. Feriscono mortalmente Robin Mask, portando i membri della nuova generazione di Chojin della luce a tornare anche loro indietro nel tempo per fermarli. Durante il nuovo torneo hanno sconfitto i team di Robin Mask e Terry Kanyon, quello di Brocken Jr. e Geronimo e, nelle semifinali, anche quello formato da Neptuneman e Mammothman. Lightning è il leader del duo, non molto alto e magro, dalla personalità calma e astuta, e possiede l'abilità di viaggiare avanti nel tempo di pochi secondi. Thunder, invece, è il più alto dei due e ha una corporatura robusta, indossa una maschera di leone ed è vestito come un guerriero dell'antica Grecia.
- Barone Maximilian: Barone francese e vecchio nemico di King Muscle, che accusa di avergli dato del buffone dopo essere stato sconfitto da quest'ultimo. Costernato ritorna nella sua terra madre in Francia dove si allenerà duramente per poi fondare i "sei velenosi", cioè tutti i lottatori che sono stati espulsi dai combattimenti mondiali e che sono in cerca di vendetta, per poi tornare in Giappone e vendicarsi sul figlio di King, Kid. Dopo il doppio KO fra Kevin Mask ed il compagno di Maximilian, nonostante la vittoria di Kevin, tocca a Kid, che facendosi ingannare dall'aspetto del Barone, che è in effetti un ometto gracile e bassino, non metterà impegno nel combattere, quindi verrà quasi ucciso dal Barone che dimostrerà tutto il suo potere, trasformandosi progressivamente in due forme possenti e decisamente potenti. Kid dovrà usare al massimo le sue forze per sconfiggere il Barone, ed anche l'appoggio dei suoi tifosi, ma, come dimostrato, anche i suoi nemici sconfitti in passato iniziano a diventare suoi tifosi. Maximilian morirà dopo un doloroso match, dopo essere caduto dal Fuji, dove si era tenuto lo scontro.
- Barrierfree Man: un lottatore che in realtà è un agglomerato di due individui intercambiabili fra loro. Il nome dell'altro individuo era Niels, che era disposto ad aiutare gli anziani a qualunque costo, così partecipò al wrestling, ma poiché aveva bisogno di diventare più forte, decise di farsi aiutare, e Barrierfree Man lo ingannò e si fusero in una cosa sola. Parteciperà al 22º Torneo Ikimon Chojin, ma verrà battuto al secondo turno dei quarti di finale da Kid Muscle.
- Chaos Avenir: è un ragazzo dotato di enorme forza e di agilità, tanto che per via di queste caratteristiche Kid lo sceglie come partner per il torneo tag team e per farlo partecipare al torneo Kid decide di travestirlo da Kinnikuman Great e il loro tag team si chiama Muscle Brothers Nouveau. Chaos però non resterà a lungo un chojin visto che a un certo punto della storia muore, e Kid si impegna a vendicarlo con l'aiuto di Kevin Mask. Chaos indossa un elmo e porta dei pantaloni stile anni sessanta.

## Media

### Manga
Il manga è stato scritto dal duo di artisti Yudetamago e serializzato sulla rivista settimanale Weekly Playboy della Shūeisha dall'aprile 1998 all'aprile 2004. In seguito i vari capitoli sono stati raccolti in ventinove volumi tankōbon usciti tra il 19 ottobre 1998 e il 19 agosto 2005. Un altro sequel, Kinnikuman Nisei: Kyūkyoku no Chōjin Tag Hen è stato pubblicato in forma seriale dal 2004 al 2011 e pubblicato in 28 volumi dal 18 novembre 2005 al 19 dicembre 2011.
Volumi
| Nº | Data di prima pubblicazione | Data di prima pubblicazione | Data di prima pubblicazione |
| Nº | Giapponese                  | Giapponese                  |                             |
| -- | --------------------------- | --------------------------- | --------------------------- |
| 1  | 19 ottobre 1998             | ISBN 4-08-857366-8          |                             |
| 2  | 19 novembre 1998            | ISBN 4-08-857367-6          |                             |
| 3  | 19 febbraio 1999            | ISBN 4-08-857368-4          |                             |
| 4  | 19 aprile 1999              | ISBN 4-08-857369-2          |                             |
| 5  | 18 giugno 1999              | ISBN 4-08-857370-6          |                             |
| 6  | 17 settembre 1999           | ISBN 4-08-857371-4          |                             |
| 7  | 13 dicembre 1999            | ISBN 4-08-857372-2          |                             |
| 8  | 17 marzo 2000               | ISBN 4-08-857373-0          |                             |
| 9  | 19 giugno 2000              | ISBN 4-08-857374-9          |                             |
| 10 | 18 agosto 2000              | ISBN 4-08-857375-7          |                             |
| 11 | 17 novembre 2000            | ISBN 4-08-857376-5          |                             |
| 12 | 19 gennaio 2001             | ISBN 4-08-857377-3          |                             |
| 13 | 19 marzo 2001               | ISBN 4-08-857378-1          |                             |
| 14 | 19 giugno 2001              | ISBN 4-08-857379-X          |                             |
| 15 | 19 settembre 2001           | ISBN 4-08-857380-3          |                             |
| 16 | 10 dicembre 2001            | ISBN 4-08-857392-7          |                             |
| 17 | 19 marzo 2002               | ISBN 4-08-857393-5          |                             |
| 18 | 19 giugno 2002              | ISBN 4-08-857394-3          |                             |
| 19 | 19 settembre 2002           | ISBN 4-08-857397-8          |                             |
| 20 | 11 dicembre 2002            | ISBN 4-08-857398-6          |                             |
| 21 | 18 aprile 2003              | ISBN 4-08-857422-2          |                             |
| 22 | 18 luglio 2003              | ISBN 4-08-857424-9          |                             |
| 23 | 17 ottobre 2003             | ISBN 4-08-857426-5          |                             |
| 24 | 18 dicembre 2003            | ISBN 4-08-857429-X          |                             |
| 25 | 19 marzo 2004               | ISBN 4-08-857432-X          |                             |
| 26 | 16 luglio 2004              | ISBN 4-08-857434-6          |                             |
| 27 | 18 febbraio 2005            | ISBN 4-08-857436-2          |                             |
| 28 | 19 maggio 2005              | ISBN 4-08-857446-X          |                             |
| 29 | 19 agosto 2005              | ISBN 4-08-857450-8          |                             |

### Anime
Un adattamento anime è stato prodotto dallo studio Toei Animation sotto la direzione di Toshiaki Komura per un totale di tre stagioni trasmesse su TV Tokyo dal 9 gennaio 2002 al 29 marzo 2006 per un totale di 77 episodi.
In Italia la prima stagione andò in onda in prima visione su Jetix dal 1º marzo 2005 ed in seguito fu riproposta in chiaro su K2 e varie televisioni locali in syndication dal settembre 2009. Successivamente K2 trasmise anche la seconda e la terza stagione in prima visione assoluta.
Censura
La versione trasmessa negli Stati Uniti d'America e in Europa, venne censurata dalla 4Kids Entertainment. Tutti i kanji presenti sulle teste di alcuni dei personaggi (tranne quelli di Mantaro/Kid), vennero eliminati digitalmente; anche tutti gli altri kanji vennero eliminati ed i nomi di quasi tutti i personaggi vennero modificati. La seconda stagione, commissionata dagli Stati Uniti, venne prodotta direttamente senza kanji. 
Alcuni esempi delle censure attuate:
- Nella versione censurata, Osaka è Little Tokyo (un immaginario quartiere di Tokyo) e il suo castello è la tavola calda della Muscle League.
- In Kinnikuman, la DMP non era ancora stata fondata: al suo posto, erano presenti gli Akuma Chojin; nella versione censurata, invece, viene affermato che la DMP era già presente anche negli eventi della prima serie (al posto degli Akuma Chojin).
- Nella versione originale, Minch viene ucciso da Bone Cold; nella versione censurata, viene affermato che sia semplicemente stato ferito (e molti riferimenti alla sua morte, sono stati tolti).
- Nella versione originale, Dead Signal (Road Rage nella versione censurata) possiede dei kanji sulla sua testa a forma di cartello stradale (digitalmente rimossi nella versione censurata); inoltre, nella versione originale, è un maschio (una femmina, nella versione censurata).
- Nella versione originale, sul costume di Gorgeous Man è raffigurata la bandiera confederata (digitalmente rimossa, nella versione censurata, a causa del significato della bandiera).

Doppiaggio
| Personaggio         | Doppiatore originale                      | Doppiatore italiano               |
| ------------------- | ----------------------------------------- | --------------------------------- |
| Kid Muscle          | Masaya Onosaka                            | Fabrizio De Flaviis               |
| Alexandria Meat     | Konami Yoshida                            | Roberto Stocchi                   |
| Dik Dik Van Dik     | Yasunori Masutani                         | Daniele Valenti                   |
| Wally Tusket        | Takumi Yamazaki Ginzō Matsuo (primo film) | Massimo Rinaldi                   |
| Roxanne             | Fumiko Orikasa                            | Rachele Paolelli                  |
| Road Rage           | Tetsu Inada                               | Antonella Baldini                 |
| Kevin Mask          | Ryōtarō Okiayu                            | Christian Iansante                |
| Terry Kenyon        | Toshiyuki Morikawa Ai Nonaka (da bambino) | Stefano Crescentini               |
| Sunshine            | Masaharu Satō                             |                                   |
| Jacqueline McMadd   | Junko Noda                                |                                   |
| Kiki                | Ai Nonaka                                 | Monica Vulcano                    |
| Trixie              | Reiko Kiuchi                              | Federica Bomba                    |
| Madre di Kid Muscle |                                           | Emanuela D'Amico                  |
| Buffalo Man         | Masaharu Satō                             |                                   |
| Boaconda            | Tetsu Inada                               |                                   |
| Jeager              | Kenji Nojima Fumiko Orikasa (da bambino)  | Antonio Palumbo                   |
| Checkmate           | Kōichi Tōchika                            | Francesco Bulckaen                |
| Mac Metaphor        | Mahito Ōba                                | Teo Bellia                        |
| Doc Nakano          | Kenji Nomura                              | Ambrogio Colombo                  |
| Vance McMadd        | Masaharu Satō Kenji Nomura                | Dante Biagioni                    |
| King Muscle         | Toshio Furukawa                           | Mario Bombardieri, Diego Reggente |
| Ikeman              |                                           | Alberto Angrisano                 |
| Hitode              |                                           | Mario Bombardieri                 |
| Hanzo               | Kazuya Nakai                              | Vittorio Amandola                 |

Colonna sonora
| Opening                              | Ending                                                                                        |
| ------------------------------------ | --------------------------------------------------------------------------------------------- |
| Kinnikuman Nisei                     |                                                                                               |
| - HUSTLE MUSCLE di Yougo Kouno       | - Ai no Muscle di The Permanents (ep. 1-26) - Koi no My Chop!! di Yumena Yokosuka (ep. 27-51) |
| Kinnikuman Nisei: Ultimate Muscle    |                                                                                               |
| - Believe di The NaB's               | - Akairo Dansuhooru (The Red Dance Hall) di Sui                                               |
| Kinnikuman Nisei: Ultimate Muscle 2  |                                                                                               |
| - Trust yourself di Takatori Hideaki | - Chikai no Tsuki di Kagrra,                                                                  |

Nell'edizione italiana è stata utilizzata la sigla americana per tutte le stagioni.

### Videogiochi
Ultimate Muscle ha avuto anche una serie di videogiochi di genere picchiaduro, usciti esclusivamente in Giappone ed in parte anche in Nord America, al contrario in Europa sono tutti inediti:
- Kinnikuman Nisei: Dream Tag Match (2002): Primo capitolo in assoluto della serie, pubblicato per la console portatile WonderSwan Color solo in Giappone.
- Ultimate Muscle: Legends vs New Generation (2002): Secondo gioco dedicato ad Ultimate Muscle ed il primo ad uscire per una console casalinga, in questo caso il GameCube[35]. Uscì in Giappone con il titolo Kinnikuman Nisei New Generation vs. Legends. Vede il cast della serie storica incontrarsi con quello della seconda.
- Ultimate Muscle: The Kinnikuman Legacy - The Path of the Superhero (2002): Distribuito per Game Boy Advance[36], in Giappone era intitolato Kinnikuman II Sei: Seigi Choujin e no michi.
- Kinnikuman Nisei: Choujin Seisenshi (2003): Uscì nuovamente solo in Giappone per WonderSwan Color e fu anche l'ultimo gioco tratto dalla serie ad essere distribuito per questa piattaforma.
- Galactic Wrestling (2004): Pubblicato originariamente in Giappone con il titolo Kinnikuman Generations, è in realtà una versione migliorata del precedente Ultimate Muscle: Legends vs. New Generation, in questo caso resa disponibile per PlayStation 2[37].
- Kinnikuman Muscle Generations (2006): Conversione per PlayStation Portable di Ultimate Muscle: Legends vs New Generation, ma a differenza di quest'ultimo rimase confinato in madre patria[38].
- Kinnikuman Muscle Grand Prix (2006): Gioco arcade uscito originariamente nelle sale giochi giapponesi, fu in seguito convertito per PlayStation 2 con il titolo Kinnikuman Muscle Grand Prix Max.
- Kinnikuman Muscle Grand Prix 2 (2007): Gioco arcade, seguito del precedente, e come quest'ultimo uscì nelle sale giochi giapponesi ed in seguito su PlayStation 2 come Kinnikuman Muscle Grand Prix Max 2: Tokumori.
- Kinnikuman: Muscle Shot (2015): Reso disponibile solo in madre patria per i sistemi operativi iOS e Android.